# Phyllonorycter hibiscina
Espèce
Synonymes
- Lithocolletis hibiscina Vári, 1961

Phyllonorycter hibiscina est une espèce africaine de lépidoptères (papillons) de la famille des Gracillariidae.

## Description
L'imago a une envergure de 3 à 4,1 mm. Les ailes antérieures sont ocre foncé doré avec des marques blanches. Les ailes postérieures sont pâles avec une longue frange pâle. Les adultes volent de septembre à mai.

## Répartition
On trouve Phyllonorycter hibiscina en Afrique du Sud, au Kenya, au Zimbabwe et au Cameroun. L'habitat est constitué de forêts secondaires.

## Écologie
Les chenilles consomment les plantes des espèces de Brachylaena (en), Abutilon mauritianum (sv), Hibiscus calyphyllus (en), Hibiscus lunariifolius (sv) et de Pavonia.